# بسارت عبدورحیمی
بسارت عبدورحیمی (مقدونی: Бесарт Абдурахими؛ زادهٔ ۳۱ ژوئیهٔ ۱۹۹۰) ورزشکار فوتبال اهل کرواسی است.
از باشگاه‌هایی که در آن بازی کرده‌است می‌توان به باشگاه فوتبال زاگرب، باشگاه فوتبال هاپوئل تل‌آویو و باشگاه فوتبال آستانه اشاره کرد.